# Copa de España de fútbol sala femenino 2018
La Copa de España de Fútbol Sala Femenino de 2018 tuvo lugar desde el 8 hasta el 11 de junio en Cádiz (Andalucía). Fue la vigésima cuarta edición de este campeonato español.
A la cita acudieron los siete primeros clasificados en la liga regular, además del Cádiz FSF como equipo organizador del torneo.

## Participantes
- Cádiz FSF
- CD Futsi Atlético Feminas
- Burela FS
- Universidad de Alicante FSF
- Jimbee Roldán FSF
- AD Alcorcón FSF
- Ourense Envialia
- Poio Pescamar FS

## Organización

### Sede
El torneo se disputó en la ciudad de Cádiz, en el complejo deportivo Ciudad de Cádiz, situado en la avenida José León de Carranza, un recinto deportivo con capacidad para 1.000 espectadores.

## Resultados
|  | Cuartos de final   | Cuartos de final   |                   |                | Semifinales        | Semifinales        |  |           | Final               | Final               |  |
|  | 8 de junio de 2018 | 8 de junio de 2018 |                   |                | 9 de junio de 2018 | 9 de junio de 2018 |  |           | 10 de junio de 2018 | 10 de junio de 2018 |  |
|  |                    |                    |                   |                |                    |                    |  |           |                     |                     |  |
|  |                    |                    |                   |                |                    |                    |  |           |                     |                     |  |
|  | Cádiz FSF          | 0                  |                   |                |                    |                    |  |           |                     |                     |  |
|  | Cádiz FSF          | 0                  |                   |                |                    |                    |  |           |                     |                     |  |
|  | Jimbee Roldán      | 2                  |                   |                |                    |                    |  |           |                     |                     |  |
|  | Jimbee Roldán      | 2                  |                   | Jimbee Roldán  | 2                  |                    |  |           |                     |                     |  |
|  |                    |                    |                   | Jimbee Roldán  | 2                  |                    |  |           |                     |                     |  |
|  |                    |                    | Burela FS         | 3              |                    |                    |  |           |                     |                     |  |
|  | Burela FS          | 2                  | Burela FS         | 3              |                    |                    |  |           |                     |                     |  |
|  | Burela FS          | 2                  |                   |                |                    |                    |  |           |                     |                     |  |
|  | Ourense Envialia   | 0                  |                   |                |                    |                    |  |           |                     |                     |  |
|  | Ourense Envialia   | 0                  |                   |                |                    |                    |  | Burela FS | 2                   |                     |  |
|  |                    |                    |                   |                |                    |                    |  | Burela FS | 2                   |                     |  |
|  |                    |                    | Futsi Atlético    | 4              |                    |                    |  |           |                     |                     |  |
|  | Futsi Atlético     | 5                  | Futsi Atlético    | 4              |                    |                    |  |           |                     |                     |  |
|  | Futsi Atlético     | 5                  |                   |                |                    |                    |  |           |                     |                     |  |
|  | Poio Pescamar      | 1                  |                   |                |                    |                    |  |           |                     |                     |  |
|  | Poio Pescamar      | 1                  |                   | Futsi Atlético | 6                  |                    |  |           |                     |                     |  |
|  |                    |                    |                   | Futsi Atlético | 6                  |                    |  |           |                     |                     |  |
|  |                    |                    | Univ. de Alicante | 1              |                    |                    |  |           |                     |                     |  |
|  | Univ. de Alicante  | 5                  | Univ. de Alicante | 1              |                    |                    |  |           |                     |                     |  |
|  | Univ. de Alicante  | 5                  |                   |                |                    |                    |  |           |                     |                     |  |
|  | AD Alcorcón FSF    | 3                  |                   |                |                    |                    |  |           |                     |                     |  |
|  | AD Alcorcón FSF    | 3                  |                   |                |                    |                    |  |           |                     |                     |  |
|  |                    |                    |                   |                |                    |                    |  |           |                     |                     |  |

### Cuartos

#### CD Futsi Atlético Feminas - Poio Pescamar FS
| 8 de junio de 2018, 10:00 (UTC+2) | CD Futsi Atlético Féminas                        | 5:1 (3:0) | Poio Pescamar FS | Complejo Deportivo Ciudad de Cádiz, Cádiz                                  |                                                                            |
|                                   | Ame Romero 4' 5' 37' · María Sanz 20' · Leti 34' | Reporte   | Daniela 36'      | Asistencia: 400 espectadores Árbitro(s): Quintero Carrión y Carillo Arroyo | Asistencia: 400 espectadores Árbitro(s): Quintero Carrión y Carillo Arroyo |

#### CD Universidad de Alicante - AD Alcorcón FSF
| 8 de junio de 2018, 12:00 (UTC+2)                                             | Universidad de Alicante FSF                                | 5:3 (3:3) (3:2) (t. s.) | AD Alcorcón FSF                     | Complejo Deportivo Ciudad de Cádiz, Cádiz                                 |                                                                           |
|                                                                               | Melli 4' · Pao Cartagena 13' 43' · Anita 16' · Elenita 46' | Reporte                 | Vane Sotelo 2' 9' · Anita Luján 40' | Asistencia: 350 espectadores Árbitro(s): Cordero Gallardo y Linares López | Asistencia: 350 espectadores Árbitro(s): Cordero Gallardo y Linares López |
| Se clasifica el Universidad de Alicante FSF después de disputar una prórroga. |                                                            |                         |                                     |                                                                           |                                                                           |

#### Pescados Rubén Burela - Ourense Envialia
| 8 de junio de 2018, 17:30 (UTC+2) | Pescados Rubén Burela    | 2:0 (0:0) | Ourense Envialia | Complejo Deportivo Ciudad de Cádiz, Cádiz                            |                                                                      |
|                                   | Cilene 33' · Correia 38' | Reporte   |                  | Asistencia: 350 espectadores Árbitro(s): Moreno Reina y Ramos Martín | Asistencia: 350 espectadores Árbitro(s): Moreno Reina y Ramos Martín |

#### Cádiz FSF - Jimbee Roldán
| 8 de junio de 2018, 19:30 (UTC+2) | Cádiz FSF | 0:2 (0:0) | Jimbee Roldán FSF                 | Complejo Deportivo Ciudad de Cádiz, Cádiz                            |                                                                      |
|                                   |           | Reporte   | Mariángeles 37' · Mayte Mateo 40' | Asistencia: 600 espectadores Árbitro(s): Cotes García y Elena Pedrós | Asistencia: 600 espectadores Árbitro(s): Cotes García y Elena Pedrós |

### Semifinales

#### Futsi Atlético Féminas - CD Universidad de Alicante
| 9 de junio de 2018, 10:00 (UTC+2) | Futsi Atlético Féminas                                                   | 6:1 (2:1) | Universidad de Alicante FSF | Complejo Deportivo Ciudad de Cádiz, Cádiz                            |                                                                      |
|                                   | Leti 2' 23' · Nerea Moldes 18' · Ju Delgado 24' · Marta Pelegrín 25' 34' | Reporte   | Elenita 3'                  | Asistencia: 500 espectadores Árbitro(s): Cuesta Sánchez y Peña Gómez | Asistencia: 500 espectadores Árbitro(s): Cuesta Sánchez y Peña Gómez |

#### Jimbee Roldán FSF - Pescado Rubén Burela
| 9 de junio de 2018, 12:00 (UTC+2)                                       | Jimbee Roldán FSF      | 2:3 (2:2) (1:0) (t. s.) | Pescados Rubén Burela                  | Complejo Deportivo Ciudad de Cádiz, Cádiz                              |                                                                        |
|                                                                         | Consuelo Campoy 4' 31' | Reporte                 | Bea Mateos 33' · Dany Domingos 34' 44' | Asistencia: 600 espectadores Árbitro(s): Bustos Caparrós y Ugarte Ruiz | Asistencia: 600 espectadores Árbitro(s): Bustos Caparrós y Ugarte Ruiz |
| Se clasifica el Pescados Rubén Burela después de disputar una prórroga. |                        |                         |                                        |                                                                        |                                                                        |

### Final
| 12          | Bandera de España   | Ana Romero      |  |
| 3           | Bandera de Brasil   | Dany Domingos   |  |
| 6           | Bandera de Brasil   | Cilene Pereira  |  |
| 8           | Bandera de Brasil   | Camila Gadeia   |  |
| 9           | Bandera de Portugal | Jennifer Santos |  |
| Entrenador: | Entrenador:         | Julio Delgado   |  |

| 28          | Bandera de España | Marta Balbuena    |  |
| 5           | Bandera de Brasil | Ariane Nascimento |  |
| 7           | Bandera de España | Leticia Sánchez   |  |
| 10          | Bandera de España | Amelia Romero     |  |
| 18          | Bandera de España | Maria Sanz        |  |
| Entrenador: | Entrenador:       | Andrés Sanz       |  |

| 1  | Bandera de Brasil  | Joziane de Oliveira |  |
| 10 | Bandera de España  | Lara Balseiro       |  |
| 14 | Bandera de España  | Bea Mateos          |  |
| 16 | Bandera de Brasil  | Taiane Menezes      |  |
| 37 | Bandera de Ucrania | Julia Forsiuk       |  |

| 4  | Bandera de España | Marta Pelegrín |  |
| 9  | Bandera de Brasil | Ju Delgado     |  |
| 21 | Bandera de Brasil | Desirée Godoy  |  |

| Anotado | 12' | Jennifer Santos | 1-1 |
| Anotado | 35' | Dany Domingos   | 2-3 |

| Anotado · Autogol | 7'  | Dany Domingos   | 0-1 |
| Anotado           | 16' | Leticia Sánchez | 1-2 |
| Anotado           | 32' | Marta Pelegrín  | 1-3 |
| Anotado           | 40' | Leticia Sánchez | 2-4 |

| Amonestado |  | Lara Balseiro              |  |
| Amonestado |  | Taiane Menezes             |  |
| Expulsado  |  | Julio Delgado (entrenador) |  |
| Expulsado  |  | Iván Cao (2° entrenador)   |  |

| Amonestado |  | Leticia Sanchez   |  |
| Amonestado |  | Maria Sanz        |  |
| Amonestado |  | Ariane Nascimento |  |

| 12          | Bandera de España   | Ana Romero      |  |
| 3           | Bandera de Brasil   | Dany Domingos   |  |
| 6           | Bandera de Brasil   | Cilene Pereira  |  |
| 8           | Bandera de Brasil   | Camila Gadeia   |  |
| 9           | Bandera de Portugal | Jennifer Santos |  |
| Entrenador: | Entrenador:         | Julio Delgado   |  |

| 28          | Bandera de España | Marta Balbuena    |  |
| 5           | Bandera de Brasil | Ariane Nascimento |  |
| 7           | Bandera de España | Leticia Sánchez   |  |
| 10          | Bandera de España | Amelia Romero     |  |
| 18          | Bandera de España | Maria Sanz        |  |
| Entrenador: | Entrenador:       | Andrés Sanz       |  |

| 1  | Bandera de Brasil  | Joziane de Oliveira |  |
| 10 | Bandera de España  | Lara Balseiro       |  |
| 14 | Bandera de España  | Bea Mateos          |  |
| 16 | Bandera de Brasil  | Taiane Menezes      |  |
| 37 | Bandera de Ucrania | Julia Forsiuk       |  |

| 4  | Bandera de España | Marta Pelegrín |  |
| 9  | Bandera de Brasil | Ju Delgado     |  |
| 21 | Bandera de Brasil | Desirée Godoy  |  |

| Anotado | 12' | Jennifer Santos | 1-1 |
| Anotado | 35' | Dany Domingos   | 2-3 |

| Anotado · Autogol | 7'  | Dany Domingos   | 0-1 |
| Anotado           | 16' | Leticia Sánchez | 1-2 |
| Anotado           | 32' | Marta Pelegrín  | 1-3 |
| Anotado           | 40' | Leticia Sánchez | 2-4 |

| Amonestado |  | Lara Balseiro              |  |
| Amonestado |  | Taiane Menezes             |  |
| Expulsado  |  | Julio Delgado (entrenador) |  |
| Expulsado  |  | Iván Cao (2° entrenador)   |  |

| Amonestado |  | Leticia Sanchez   |  |
| Amonestado |  | Maria Sanz        |  |
| Amonestado |  | Ariane Nascimento |  |

| Comunidad de Madrid                         |
| Campeón CD Futsi Atlético Féminas 7º título |

## Estadísticas

### Tabla de goleadoras
| Puesto                                     | Jugadora        | Equipo                       | Goles |
| ------------------------------------------ | --------------- | ---------------------------- | ----- |
| 1                                          | Leticia Sánchez | Futsi Atlético Féminas       | 5     |
| 2                                          | Marta Pelegrín  | Atlético Madrid Navalcarnero | 3     |
| 2                                          | Dany Domingos   | Burela Pescados Rubén        | 3     |
| 2                                          | Amelia Romero   | Futsi Atlético Féminas       | 3     |
| Última actualización: 10 de junio de 2018. |                 |                              |       |